# ABN AMRO
ABN AMRO – bank z siedzibą w Amsterdamie, oferujący usługi bankowe osobom fizycznym, przedsiębiorstwom i klientom instytucjonalnym.
Powstał w 1991 roku w wyniku fuzji Algemene Bank Nederland oraz Amsterdamsche-Rotterdamsche Bank. Jego akcje notowane są na giełdach Euronext i NYSE.
W 2007 r. zostało ustalone przejęcie ABN Amro Holding przez konsorcjum Royal Bank of Scotland, Banco Santander i Fortis za kwotę 71,9 mld euro.
W kontekście kryzysu finansowego i niepewności dotyczącej trwałej rentowności Fortisa jesienią 2008 r. państwo holenderskie nabyło Fortis Bank Nederland, holenderską bankową spółkę zależną Fortisa, i niektóre działy handlowe ABN Amro Holding. Państwo holenderskie podjęło decyzję o połączeniu Fortis Bank Nederland i ABN Amro Holding w ABN Amro.